# Tofu Hyakuchin

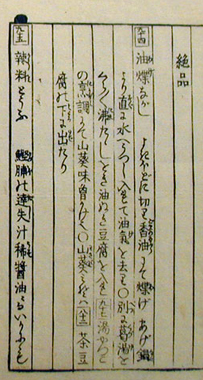
Página da seção "Pratos Refinados" do livro "Tofu Hyakuchin"

O Tofu Hyakuchin Cem variedades de tofu (豆腐百珍) é um livro de receitas japonês publicado em 1782 durante o Período Edo, que lista 100 diferentes receitas com tofu. O nome do autor é dado como Seikyodojin Kahitsujun (醒狂道人何必醇); mas é cogitado que o verdadeiro nome do autor era Sodani Gakusen (曽谷学川 wiki em japonês), um artesão de selos de Osaka que viveu entre 1738 e 1797.

## Organização
O primeiro livro é dividido em seis categorias. As três primeiras são de receitas que podem ser comidas no dia a dia, e as outras são de receitas um pouco incomuns. As continuações do livro mostram receitas de "imitação", como uma receita de ostraShijimi modoki; pseudo-ostra (蜆擬き), outra de peixe-doceAyu modoki; imitação de peixe-doce (鮎擬き) e até mesmo um grill de ouriço-do-marUni dengaku; tofu grelhado do ouriço-do-mar (海栗田楽). As receitas de imitação foram feitas porque, no Período Edo, as pessoas evitavam as comidas com cheiro de peixe ou de carne, as ShoujinCarne viva (生身), então o tofu era usado para fazer comidas com somente o sabor, ou o formato das que não eram consumidas em razão do odor forte.
Além disso, uma grande variedade de métodos de coccção pode ser encontrada entre as receitas. Entre elas, há pratos grelhados, fritos, cozidos e feitos no vapor.

## Influências
Em razão da grande popularidade adquirida pelo Tofu Hyakuchin e suas sequências, outros livros foram escritos nos mesmos moldes do Hyakuchin. Entre eles:
- Tai Hyakuchin HimitsubakoTesouro das cem variedades de pargo (鯛百珍秘密箱).1785. Kidodo.[1][2]
- Daikon Isshiki Ryori HimitsubakoTesouro completo dos pratos com Daikon (大根一式料理秘密箱).1785. Kidodo.[2]
- Kansho HyakuchinCem variedades de batata-doce (甘藷百珍).1789. Mestre Chinkoro.[1][2]
- Kon'nyaku HyakuchinCem variedades de konjac (蒟蒻百珍). 1846. Shi'nyaku Nobuhito (o nome é um pseudônimo, e significa literalmente "pessoa que ama konjac". O autor verdadeiro é desconhecido).[2]

## Sequências
Devido ao seu grande sucesso, duas sequências foram publicadas: Tōfu hyakuchin zokuhen Cem variedades de tofu: continuação (豆腐百珍続編) e Tōfu hyakuchin yōrokuCem variedades de tofu: registros não-oficiais (豆腐百珍余録).